# Live på Mosebacke
Live på Mosebacke är ett musikalbum från 2000 av jazzsångerskan Rigmor Gustafsson.

## Låtlista
1. One for My Baby (Harold Arlen/Johnny Mercer) – 6:45
2. All the Things You Are (Jerome Kern/Oscar Hammerstein II) – 6:47
3. My Fate (Rigmor Gustafsson/ Anders Lundin) – 4:08
4. In the Light of Day (Rigmor Gustafsson/Sebastian Voegler) – 9:42
5. Over the Rainbow (Harold Arlen/Yip Harburg) – 8:06
6. Small Details (Rigmor Gustafsson/Anders Lundin) – 7:22
7. Great Day (Vincent Youmans/Billy Rose/Edward Eliscu) – 1:44
8. Winter Doesn't End (Rigmor Gustafsson/Anders Lundin) – 8:03
9. Keep Going (Les McCann) – 4:09

## Medverkande
- Rigmor Gustafsson – sång
- Karl-Martin Almqvist – tenorsaxofon
- Jacob Karlzon – piano
- Hans Andersson – bas
- Jonas Holgersson – trummor